# Manuel García de Viedma Hitos
Manuel García de Viedma Hitos (Rebollada (Mieres), 6 de octubre de 1931-Madrid, 2 de febrero de 1988) fue un ingeniero y entomólogo español.

## Biografía
Se doctoró en ingeniería forestal y obtuvo la cátedra de zoología y entomología de la Escuela Técnica Superior de Ingenieros Forestales de Madrid, encargándose del Laboratorio de Entomología. Fue profesor de entomología en la Universidad de Navarra y profesor visitante de biología en la Universidad Estatal Wayne de Detroit. Dirigió el Instituto Universitario de Ciencias Ambientales de la Universidad Complutense de Madrid.
Experto en entomología, llegó a ser un especialista de fama mundial en el estudio de coleópteros, larvarios, cría artificial de insectos y conservación de entomofauna. En 1983 fue elegido miembro de la Real Academia de Ciencias Exactas, Físicas y Naturales, con el discurso de ingreso Consideraciones sobre la conservación de especies de insectos.

## Obras
- Revisión del género Proctenius Reitt (Coleóptera) (1959)
- Un nuevo Charles de Marruecos (Hym. Siricidae) (1961)
- Las plagas de las repoblaciones de pasadores (1962)
- Tres curculiónidos de la encina (1963)
- Un comentario sobre el tratamiento químico contra Pissodes notatus F. , en repoblaciones de pasadores (1964)
- Principales insectos que atacan a las resinosas en España (1965)
- La conservación de la fauna (1970)
- Biological Teaching and Research in Spain (1971)
- El proceso de las clasificaciones naturales en el orden Coleoptera (1972)
- La función de los componentes de una dieta artificial (A. Notario y MG de Viedma, 1974)
- Nature Conservation in Spain (MG de Viedma, F. León y N. Coronado, 1976)
- Notas on insect inyección, anesthetization and bleeding (MG de Viedma y ML Nelson, 1977)
- Fauna de Cazorla. Vertebrados (1978)
- Teaching of Ecology in Spain (1979)
- Alteraciones naturales de las plantas silvestres. Plagas (1981)
- Una selección de lepidópteros del mundo (MG de Viedma et al., 1982)
- Las plagas de las choperas (MG de Viedma, JM Baragaño y A. Notario, 1983)
- Introducción a la Entomología (MG de Viedma, Notario y Baragaño, 1985)